# Kasper Søndergaard
Pour les articles homonymes, voir Søndergaard.
Kasper Søndergaard Sarup, née le 9 juin 1981 à Skive au Danemark, est un handballeur international danois qui joue au poste d'arrière droit. Il a effectué toute sa carrière dans des clubs danois et a été sélectionné en équipe nationale danoise pendant 13 ans, étant notamment champion olympique en 2016, double Champion d'Europe et double Champion du monde.

## Palmarès

### En club
- Championnat du Danemark
  - Vainqueur (2) : 2009, 2018
  - Finaliste (1) : 2010
- Coupe du Danemark
  - Vainqueur (2) : 2014, 2016

### En sélection
Jeux olympiques
- 7e place aux Jeux olympiques de 2008 à Pékin
- 6e place aux Jeux olympiques de 2012 à Londres
- Médaille d'or aux Jeux olympiques de 2016 à Rio de Janeiro

Championnats d'Europe 
- Médaille d'or au Championnat d'Europe 2008,  Norvège
- 5e place au Championnat d'Europe 2010,  Autriche
- Médaille d'or au Championnat d'Europe 2012,  Serbie
- Médaille d'argent au Championnat d'Europe 2014,  Danemark

Championnats du monde 
- Médaille de bronze au championnat du monde 2007,  Allemagne
- 4e place au championnat du monde 2009,  Croatie
- Médaille d'argent au championnat du monde 2011,  Suède
- Médaille d'argent au championnat du monde 2013,  Espagne
- 5e place au championnat du monde 2015,  Qatar
- 10e place au championnat du monde 2017,  France

### Distinctions individuelles
- élu meilleur arrière droit du championnat du Danemark (2) : Saison 2009-2010, Saison 2011-2012